# Братья-соперники (фильм, 2004)
«Братья-соперники» (англ. Love’s Brother) — фильм режиссёра Яна Сарди, снятый в 2004 году.

## Сюжет
50-е годы. Небольшая итальянская община в Австралии. Старший из братьев Доннини Анджело одержим идеей жениться на итальянке, тогда как его более симпатичный младший брат Джино находит себе девушку среди иммигрантов. Находясь в отчаянии, юноша при очередной попытке найти невесту посылает в Италию фото своего более привлекательного брата.
Итальянской девушке Розетте юноша, равно как и то, что он написал, нравится, и она готова ехать за океан. Но в этот момент Анджело признаётся брату в том, что он сделал. Затем он вынужден признаться в этом и девушке. С одной стороны девушка готова смириться с подменой, с другой стороны она признаётся священнику, что его будущий человек — это не тот человек, кого она любит, а тот, кого она любит, это не её будущий муж. Однако Джино проникается чувствами девушки и прекращает общение со своей невестой Кончитой. Запутавшаяся в своих чувствах Розетта собирается покинуть Австралию, что повергает младшего Доннини в уныние.
Конни, поняв, что молодой человек её не любит, сближается с Анджело. Они уговаривают Джино поспешить к пароходу. Юноша успевает подняться на борт раньше, что судно отчаливает от берега. По прибытии в Италию они женятся, после чего они возвращаются в Австралию, где Анджело наконец-то женится — на Кончите.

## В ролях
| Актёр             | Роль               |
| ----------------- | ------------------ |
| Джованни Рибизи   | Анджело Доннини    |
| Адам Гарсия       | Джино Доннини      |
| Амелия Уорнер     | Розетта            |
| Сильвия Де Сантис | Конни              |
| Элинор Брон       | сеньора Кармелина  |
| Паола Дионисотти  | Нонна              |
| Джон Блузал       | Пепе               |
| Дина Паноццо      | тётя Норма Зия     |
| Джо Петруцци      | дядя Луиджи Зио    |
| Бэрри Отто        | отец Альфредо      |
| Родни Афиф        | Гвидо              |
| Рег Момбасса      | цыганский художник |
| Освальдо Майон    | Франко             |
| Бруно Люсия       | Паоло              |

## Награды
- Heartland Film Festival — гран-при за лучшее игровое кино
- IF Awards — лучший дизайн
- WorldFest Houston — призы за лучшую кинематографию и лучшую режиссуру.